# 東千津子
東 千津子（あずま ちずこ、1959年8月24日 - ）は、日本のAV女優（フリー所属）。
東京都出身。血液型:A型。身長:157cm。スリーサイズ:B84(D-72)・W68・H90。

## 略歴
2006年より活動した熟女系のAV女優で47歳にデビュー。
作品の相手役は息子を相手にする母親役が多い。
本人の会話では自慰は中学生で経験。高校時代は男女共学の為、男子生徒には人気があり16歳で初体験。初体験の感想は「激痛のみでイマイチ」・・・数人経験後20歳で初めてイキ。目覚めたのは20歳過ぎ。
結婚は25歳で1度目の結婚して専業主婦だったが5年後の30歳で離婚（原因は性の不一致）。
若い頃から年下好みで34歳で5歳以上年下と2度目の結婚して37歳で妊娠したが流産して43歳で2度目の離婚（原因は子供に恵まれず）。
その後は都内でアルバイトの軽い気持ちで風俗店を転々とする。友人の勧めで雑誌を見て応募して「1本なら」と軽い気持ちで引き受けて39歳の時にデビュー。
条件は若い男優さんを希望した為、作品の絡みは若い息子と母親の関係が多い。
セックスは元々好きなタイプで最初は男優さんとの絡みは「とても楽しみ・・・」と軽い気持ちで撮影に臨んだが、男優のテクで感じてイキまくり・・
男優のテクニックにはまってしまい「1本のつもりが2.3本」と撮影を続けたという。
AVでの撮影は趣味も兼ねており毎回楽しみして撮影に臨み、終了後にはイキ疲れてクタクタですがすがしい気分になるという。
AVでは「私は本気モードで濡れて感じていて、イッテいます」と回答している。実生活でもセフレは実在しておりAVの男優とのテクニックを実性活でも応用していて、性生活はノーマルで責められるより責められるのが好き。
SM系の依頼も多数あったが本人は「アナルは実生活だけ・・」と拒否していた。
49歳の2008年を最後に単体の作品には出演していない。

## 出演作品
2006年
- 「宅配婦人・恍惚の時期」（センタービレッジ）（11月）

2007年
- 「厳選奥さま生搾り」（センタービレッジ）（3月）
- 「母と息子の近親相姦」（ルビー）（4月）
- 「ああ!日本のおばさま 怒涛の51歳 激愛の48歳」（現映社）（3月）

- 「母と息子の［近親相姦］東千津子49歳」（ルビー）（5月）
- 「新・母子相姦遊戯 母と子#21 」（グローバルメディアエンタテインメント）（7月）
- 「近●相姦 僕のお義母さんはソープ嬢5」 （なでしこ）（8月）
- 「母さんとしたい! 東千津子」（マドンナ）（8月）

2008年
- 「母さんとしたい!総集編4時間 2」（マドンナ）（1月）
- 「艶熟の宴 Vol.3」 （センタービレッジ）（2月）
- 「お母さんのやさしい舌使い Vol.2」（センタービレッジ）（3月）
- 「四十路の性 19」（マドンナ）（5月）
- 「放尿大全集 Vol.2」（センタービレッジ）（5月）
- 「SEXの超激しい三人の熟女 美淫熟乱」 （サイドビー）（6月）
- 「娘のカレシにイカされた母 4」 （マドンナ）（7月）
- 「スーパー美熟女セレクション Vol.11」（イエローダック）（12月）

2009年
- 「近親相姦 背徳母子交尾 ベストセレクション」（グローバルメディアエンタテインメント）（10月）

2010年
- 「熟女中高年まんずり集」（グローバルメディアエンタテインメント）（1月）
- 「Around 50 五十路前の熟女たち義母」（クリスタル映像）（1月）
- 「好色家族~僕を誘う姉の淫部~」（ビッグモーカル）（3月）
- 「その美淑女ドスケベなり!其ノ参 いけない関係に溺れ燃え上がるぐちょ濡れな女たち 4時間」（ビッグモーカル）（8月）
- 「近親相姦 母と息子の初H 25人4時間」 （Yellow Duck）（11月）

2012年
- 「五十路母24人 四時間デラックスコレクション【下巻】」（ルビー）（8月）